# Ethel Seath

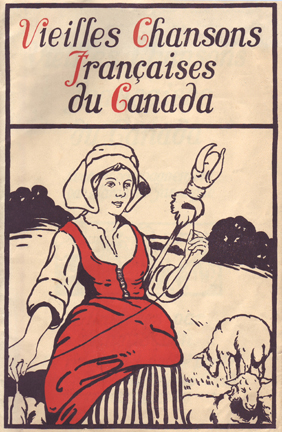
Umschlag von Vieilles Chansons Françaises du Canada, einem 40-seitigen Büchlein, das 1920 von der Canadian Pacific Railroad Company herausgegeben wurde. Sammlung von elf französischen Liedern, begleitet von Margaret Gascoigne, illustriert von Ethel Seath, Vorwort von Marius Barbeau.

Ethel Seath (* 5. Februar 1879 in Montreal; † 10. April 1963 ebenda) war eine kanadische Malerin, Illustratorin und Kunstlehrerin schottisch-presbyterianischer Herkunft. Sie gilt als Pionierin der modernen Kunst in Kanada und als prägende Figur der Kunstszene Montreals. Sie war Gründungsmitglied der Beaver Hall Group und der Canadian Group of Painters und prägte durch ihr Werk und ihr Engagement die künstlerische und pädagogische Landschaft ihrer Zeit.

## Leben
Ethel Seath wuchs als zweites von fünf Kindern in ärmlichen Verhältnissen auf. Schon als Kind zeigte sie eine ausgeprägte zeichnerische Begabung. Nach ihrem Schulabschluss begann sie 1896 im Alter von 17 Jahren als Illustratorin für The Montreal Witness zu arbeiten. Sie wurde von namhaften Künstlern wie Arthur G. Racey und Henri Julien beeinflusst, die sie ermutigten und förderten. Gleichzeitig finanzierte sie mit ihrer Arbeit Kurse an der Art Association of Montreal, wo sie bei Künstlern wie William Brymner, Edmond Dyonnet und Maurice Cullen studierte. Ihre frühen, meist schwarzweißen Werke zeigen eine Vorliebe für Natur- und Familienthemen. Mit der Zeit entwickelte sie einen unverwechselbaren Stil, der sich durch geschwungene Linien, kräftige Farben und eine naiv-abstrakte Perspektive auszeichnet.
1917 wandte sie sich der Kunstpädagogik zu und wurde die erste Kunstlehrerin an der Study School in Montreal, wo sie bis zu ihrer Pensionierung 1962 tätig war. Sie revolutionierte den Kunstunterricht, indem sie den Kindern künstlerische Freiheit und Experimentierfreude vermittelte. Ihre kunstpädagogischen Ansichten waren ihrer Zeit weit voraus.
Ethel Seath war Gründungsmitglied der Beaver Hall Group (1920), einer Künstlervereinigung, die durch ihren innovativen und unabhängigen Ansatz in der kanadischen Kunstszene für Aufsehen sorgte. Die Gruppe, der sowohl Männer als auch Frauen angehörten, betonte die Bedeutung von Individualität und Kreativität. Vor allem die Frauen der Gruppe, darunter Künstlerinnen wie Sarah Robertson, Nora Collyer und Prudence Heward, prägten eine charakteristische „Montreal-Ästhetik“. 1939 wurde Ethel Seath Mitglied der Contemporary Arts Society und der Federation of Canadian Artists. Ihre Arbeiten waren regelmäßig auf Ausstellungen vertreten, darunter die Weltausstellung 1939 in New York und die British Empire Exhibition 1924 in Wembley.
In den 1930er und 1940er Jahren erreichte Seath den Höhepunkt ihrer künstlerischen und pädagogischen Tätigkeit. Ihre Landschaftsbilder aus Québec und Nova Scotia sowie ihre Stillleben zeugen von ihrem sensiblen Umgang mit Farben und Formen. Bis ins hohe Alter experimentierte sie mit neuen Stilen, darunter auch der abstrakten Kunst. Ethel Seath starb am 10. April 1963 und hinterließ mit ihrem künstlerischen Werk und ihrer einflussreichen Lehrtätigkeit ein bleibendes Erbe. Sie gilt nicht nur als bedeutende Malerin, sondern auch als einfühlsame und innovative Lehrerin, die Generationen von Studenten inspiriert hat.